# 1605 в Україні

## Події
- Григорій Ізапович розбив під Корсунем Велику Ногайську орду з султаном Бухаром на чолі.
- Флотилія Григорія Ізаповича захопила в абордажному бою під Білгородом 10 ворожих галер, потім повернула до Кілії, яку десантом взяла за кілька годин бою. На зворотньому шляху погромили Варну і звільнили чимало невільників.
- В поході Ізаповича Іван Сулима потрапив у турецький полон на довгих 15 років.

## Особи

### Народились
- Макарій Канівський (1605—1678) — український православний релігійний діяч. Архімандрит Пінський, Овруцький, Переяславський.
- Миколай Торосович (1605—1681) — архієпископ львівський вірменського обряду, уклав унію з Римським престолом 1630 р.

### Померли
- Збаразький Стефан Владиславович (? — 1605) — представник українського князівського та магнатського роду.

## Засновані, зведені
- Бистрик (Ружинський район)
- Великі Єрчики
- Гальчин (Бердичівський район)
- Колониці
- Петранка